# 土柱

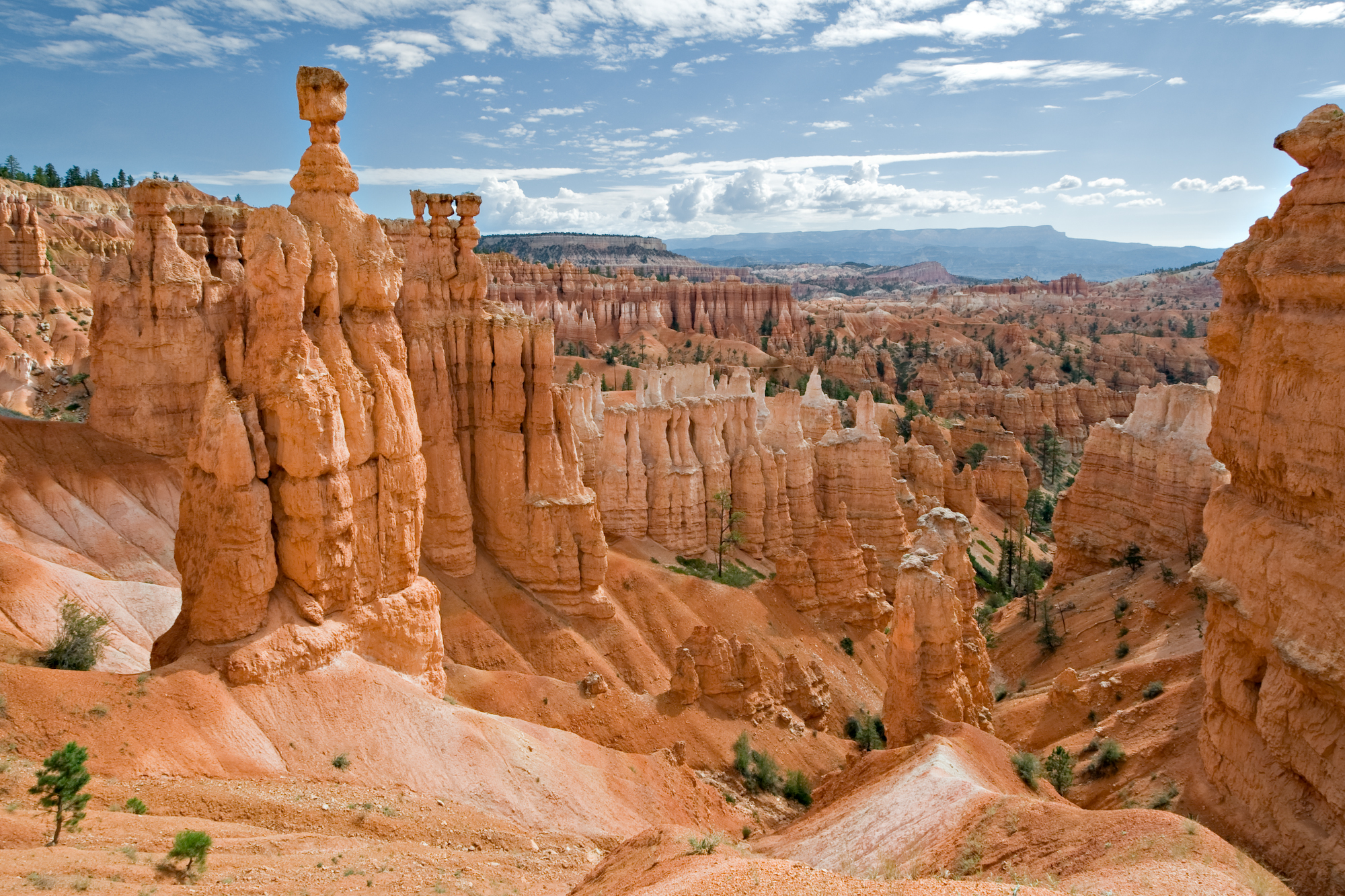
ブライスキャニオンの土柱（アメリカ）

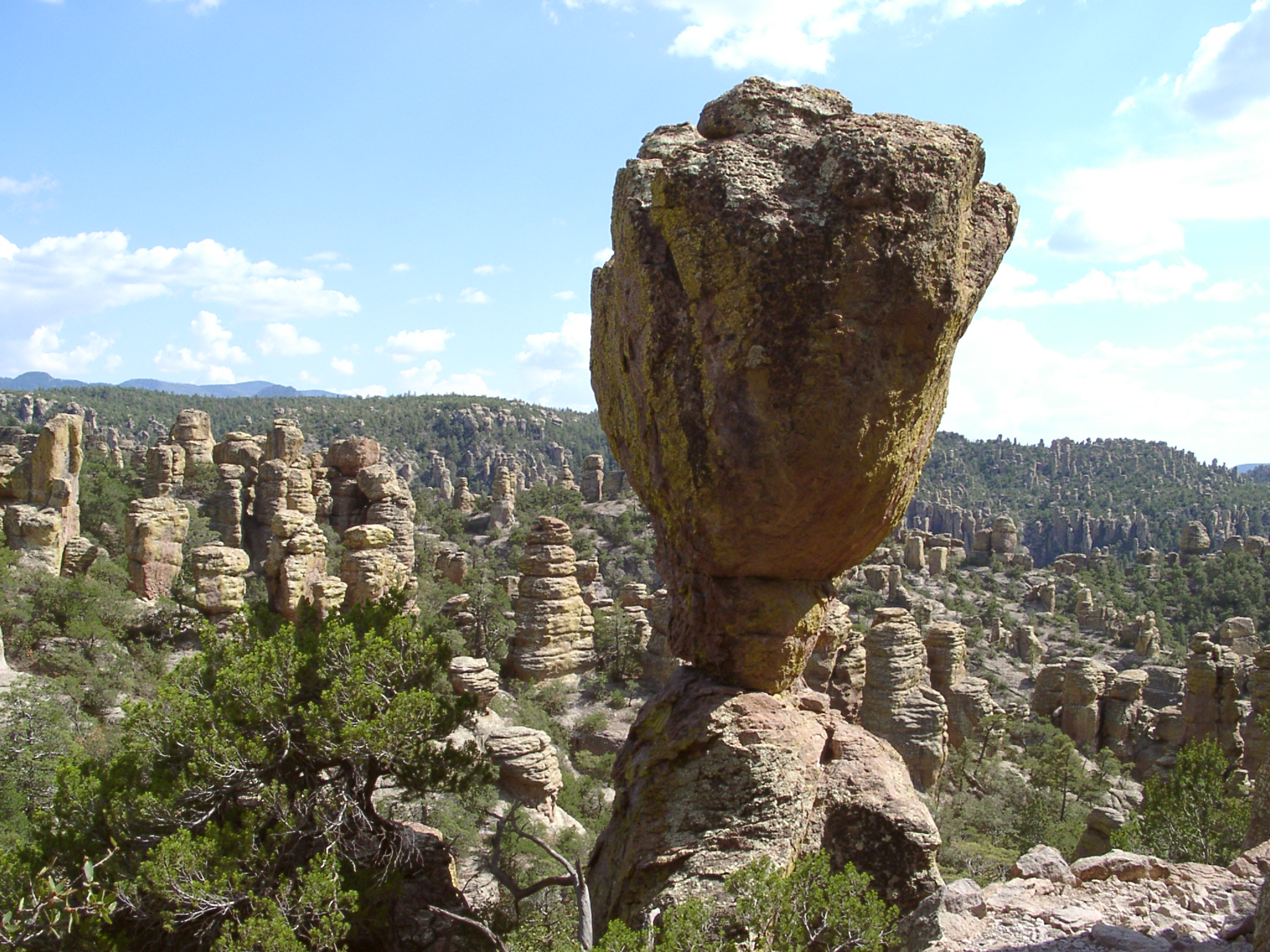
チリカワ国定公園の土柱（アメリカ）

土柱（どちゅう、earth pillar、hoodoo）は礫や砂からなる段丘礫層（土柱礫層）が風雨により侵食され柱状になったもの。土柱が生成される条件としては直立した崖をつくる礫層があることや、頂部に侵食抵抗性のある地層があることである。悪地地形の一種である。
日本では、「世界三大土柱」として、ティロル地方（イタリア）・ロッキー山脈（アメリカ）・徳島（日本、「阿波の土柱」）があげられることがあるが根拠は不明である。

## 土柱の例

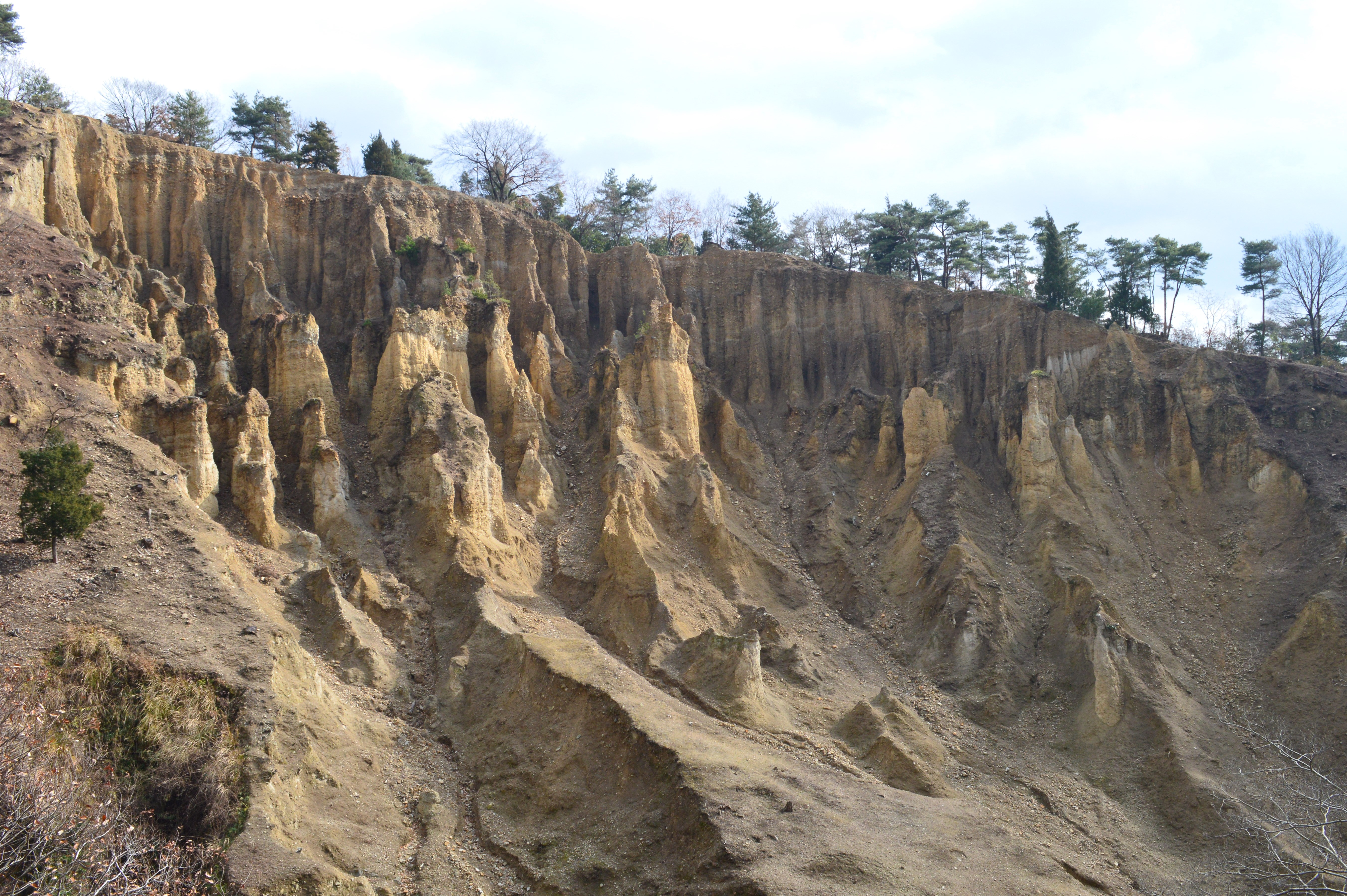
阿波の土柱、波濤嶽

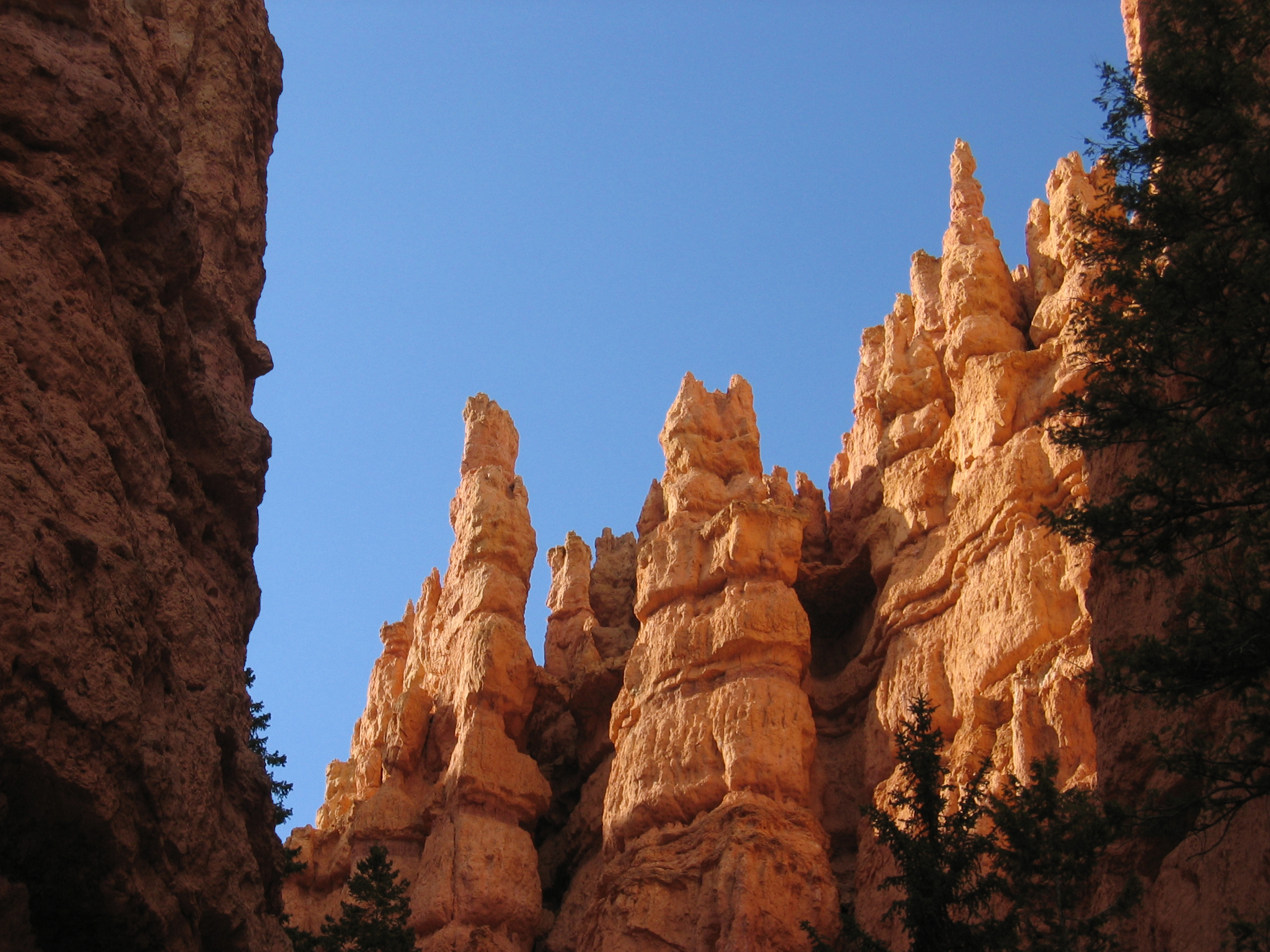
ブライス・キャニオンのフードゥー

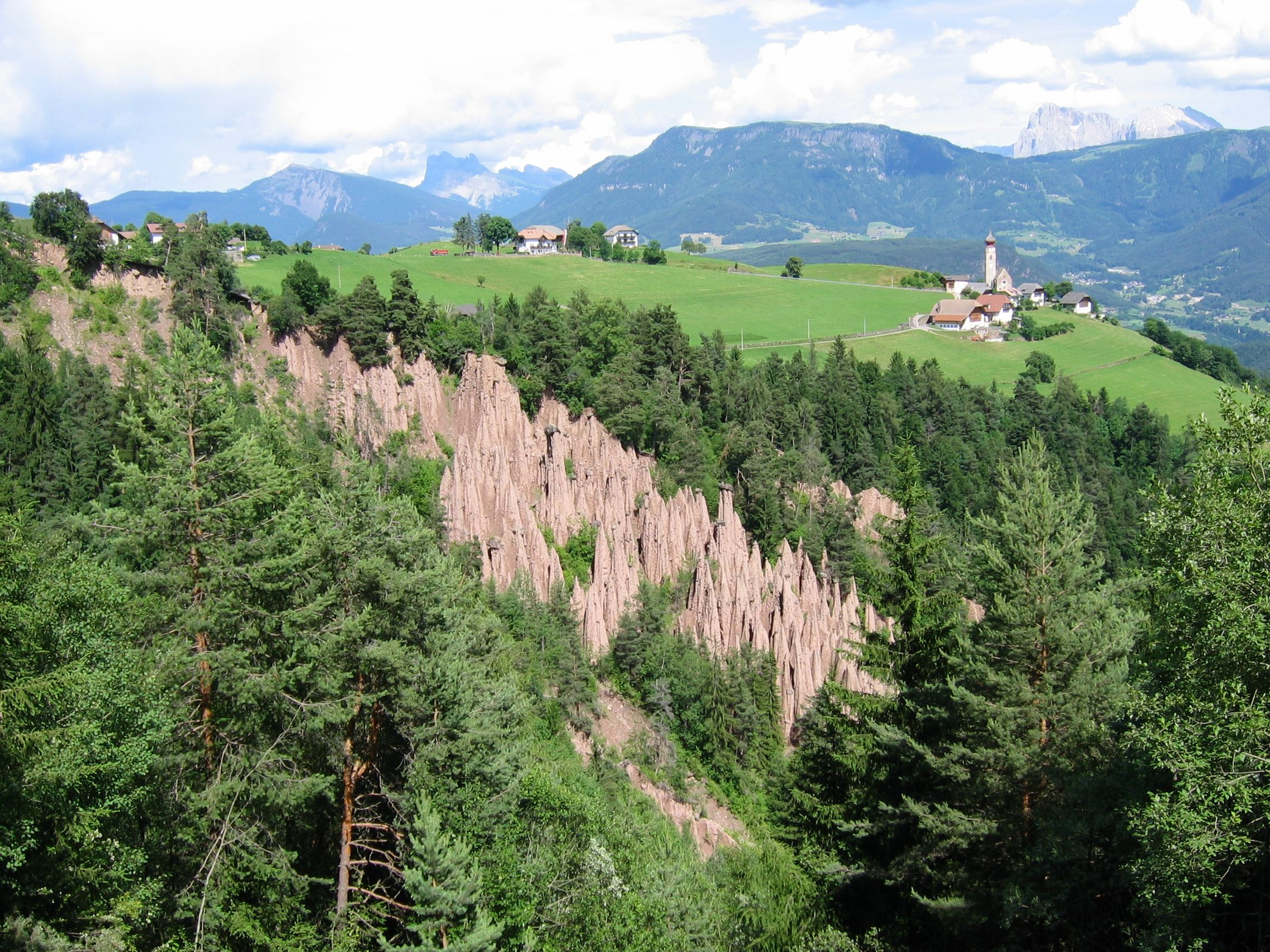
レノン（リッテン）の土柱

### 阿波の土柱
阿波の土柱（あわのどちゅう）は、徳島県阿波市阿波町桜ノ岡に存在する土柱（北緯34度5分34秒 東経134度12分26秒 / 北緯34.09278度 東経134.20722度）。1934年（昭和9年）5月1日に国の天然記念物に指定された。後に、5月1日を「土柱の日」と制定した。現在は5月1日前後の祝日に「土柱の日イベント」を土柱の日実行委員会が主催し開催している。
日本の地質百選、四国八十八景7番、とくしま88景に選定。
阿波の土柱は800年に発見されたとの記録がある。吉野川によって作られた砂礫層が侵食されて出来たものである。この段丘礫層は、約130万年前にこの地が吉野川の川底であったときにできたものである。最も大きいものは波濤嶽（はとうがたけ）と名付けられ高さ10m前後の柱が南北約90m、東西約50mの範囲に多数立っている。
付近一帯は土柱高越県立自然公園に指定されている。
また、阿波市でも有数の観光地として知られ、観光ボランティアガイドも存在する。下記外部リンク参照のこと。

### ロッキー山脈の土柱
アメリカ合衆国ユタ州南西部に位置するブライス・キャニオン国立公園内にあり、フードゥー (Hoodoo) と呼ばれる。この地は植物の育たない悪地で、しばしば起こる豪雨によってもろい地層が浸食され、上部が堅い層でできた部分が残ったことで無数の岩の柱状の地形となっている。

### 南チロルの土柱
イタリア北部の南チロル地方（トレンティーノ＝アルト・アディジェ州ボルツァーノ自治県）には土柱が散在し奇観を呈している。レノン（リッテン）の土柱とプラータ（プラッテン）の土柱が有名である。